# Touchdown

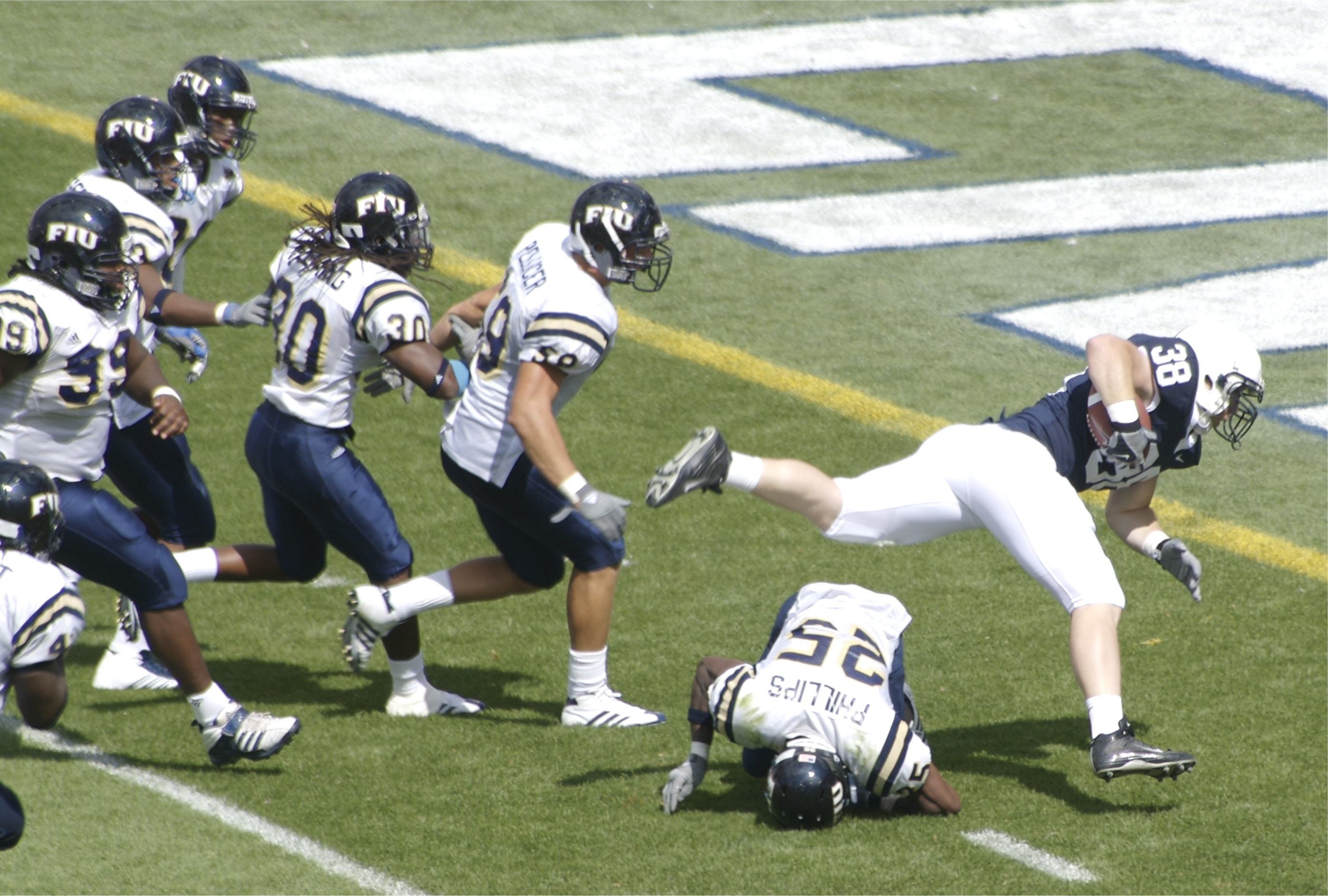
Un jugador a punt d'anotar un touchdown de jugada de correguda.

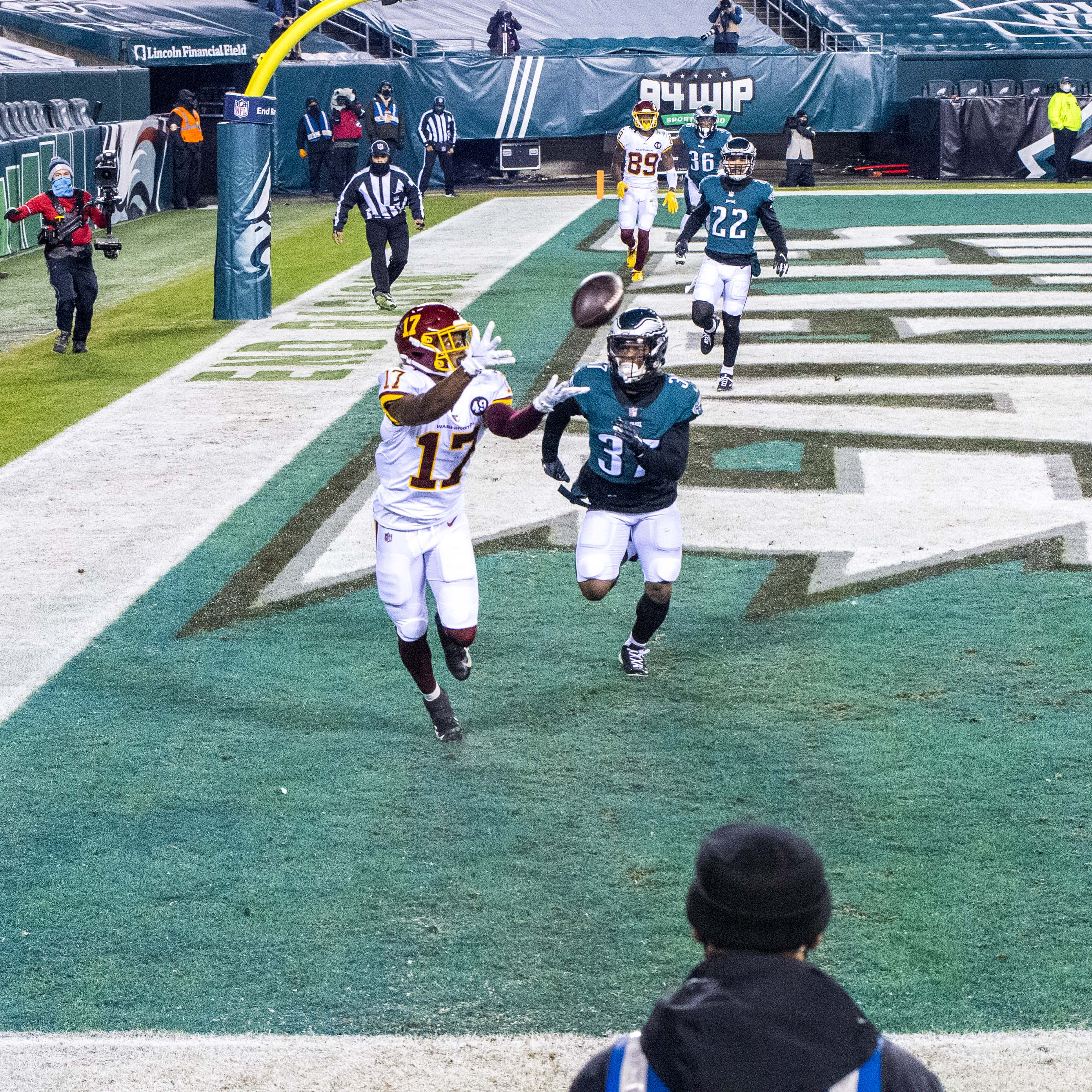
Un jugador a punt d'assolir un touchdown de jugada de passada.

El touchdown (TD) és la principal manera d'anotar al futbol americà i s'atorguen 6 punts a l'equip que l'aconsegueix, a més de la posibilitat d'assolir un punt addicional o una conversió de dos punts. En concret el touchdown es produeix quan la pilota està a la zona d'anotació de l'equip contrari al del jugador que està en possessió d'ella.
Per a assolir el touchdown, cal que l'equip porti la pilota a la zona d'anotació oposada. L'anotació es produeix:

- quan la pilota toca o trenca el plànol format per la vertical de la línia de gol, i està en possessió d'un jugador atacant, encara que aquest no entri a la zona d'anotació (els petits pals que hi ha a les cantonades de la zona també valen);
- quan la pilota que ja ha tocat o trencat aquest plànol entra en possessió d'un jugador atacant (el jugador ha de tocar terra amb un o dos peus o altra part del cos). Si el jugador està dins de la zona però la pilota no la toca no hi ha anotació.[2][3]

La majoria de touchdowns els anoten els equips ofensius mitjançant jugades de correguda o de passada, però un equip defensiu pot fer-ho recuperant una pilota perduda per l'altre equip o per mitjà d'una intercepció. També existeixen els touchdowns de retorn, que consisteixen en el fet que el jugador que retorna el xut d'allunyament o el xut inicial de l'equip contrari recorre tot el camp fins a la zona d'anotació rival.